# Petits Crimes conjugaux
Petits Crimes conjugaux est une pièce de théâtre d'Éric-Emmanuel Schmitt, et un livre des éditions Albin Michel, parus tous deux en 2003.

## Synopsis
Gilles, amnésique, cherche à reconstituer son passé avec celle qui revendique être son épouse, et qui l'est, Lisa. Au fur et à mesure des discussions, celui qui a perdu la mémoire s'interroge lui et sa femme pour comprendre celui qu'il était, comment il se comportait, quels étaient ses loisirs et ses habitudes, ses défauts et ses qualités, quelle relation les unissait et comment, elle, sa femme, le considérait. Il se découvre très bon écrivain et a des théories sur tout, celles-ci ne prônent en fait qu'une grande idée; ne rien faire dans sa maison... Il veut également savoir ce qui a causé son amnésie. Petit à petit se dessine un couple, ayant traversé des hauts et des bas et qui cherche à se reconstruire. 
Cependant, deux événements vont entraver ce processus, le premier est un aveu de Lisa, dans lequel elle dénonce son époux qui aurait voulu l'assassiner mais serait tombé dans l'escalier, d'où l'amnésie.
Le deuxième, est l'aveu de Gilles qui déclare lui avoir menti depuis le début, et que l'amnésie n'était en fait qu'une invention pour mieux comprendre la cause des troubles présents dans leur couple. Et que d'autre part, il est conscient que c'est Lisa qui a essayé de se débarrasser de lui en l'assommant. Selon elle, elle ne se sentait plus à la hauteur de leur couple, et ce dans la mesure où elle se croyait vieille et moche, être la seule à aimer réellement l'autre, alors que Gilles serait toujours beau, plaisant, et pas vraiment attaché au couple qui perdure depuis 15 ans déjà. Finalement, après une feinte successive de fuite du foyer, d'abord par Gilles, ensuite par Lisa, ils restent ensemble.

## Théâtre Édouard VII
Création le 12 septembre 2003 au Théâtre Édouard VII
- Mise en scène : Bernard Murat
- Décor : Nicolas Sire
- Costumes : Carine Sarfati
- Lumières : Laurent Castaingt

## Personnages et distribution
- Gilles : Bernard Giraudeau
- Lisa : Charlotte Rampling

## Éditions
Édition imprimée originale
- Éric-Emmanuel Schmitt, Petits Crimes conjugaux, Paris, éd. Albin Michel, 1er septembre 2003, 122 p., 20 cm (ISBN 978-2-226-14158-3)

Édition imprimée
- Éric-Emmanuel Schmitt, Petits Crimes conjugaux, Paris, éd. Albin Michel, 12 octobre 2016, 236 p., 13cm x 20cm (ISBN 978-2-226-39624-2 et 2-226-39624-1)

Édition imprimée au format de poche
- Éric-Emmanuel Schmitt, Théâtre tome 3 Frederick, Hôtel des deux mondes, Petits Crimes conjugaux, Paris, Librairie générale française, coll. « Le Livre de poche », 6 septembre 2006, 122 p., 11cm x 18cm (ISBN 2-253-11753-6)

## Traductions
La pièce a été traduite et publiée en allemand, arménien, bulgare, espagnol, grec, italien, lituanien, perse, polonais, tchèque et turc.

## Adaptation
Le film italien Piccoli crimini coniugali est une adaptation de cette pièce.